# کوگی
کوگی (انگلیسی: Coogi) شرکت پوشاک استرالیایی آمریکایی است، که در سال ۱۹۶۹ تأسیس شد.